# William Jason Morgan
Pour les articles homonymes, voir William Morgan et Morgan.
William Jason Morgan, né le 10 octobre 1935 et mort le 31 juillet 2023, est un géophysicien américain ayant fait d'importantes contributions dans le domaine de la tectonique des plaques et de la géodynamique.

## Carrière
Après avoir reçu son B.Sc. au Georgia Institute of Technology en 1957, il poursuit ses études à l'université de Princeton où il obtient son Ph. D. en 1964 sous la supervision de Robert Dicke. Il continue à travailler à Princeton immédiatement après.
Sa première contribution majeure, vers la fin des années 1960, lui permet de lier les anomalies magnétiques observées de part et d'autre de la ride médio-océanique et la tectonique des plaques.
À partir de 1971, il travaille sur la théorie des panaches (plume) de Tuzo Wilson qui postule l'existence de courants de convection grossièrement cylindriques remontant dans le manteau et produisant les points chauds. Morgan applique ce concept à Hawaii et explique ainsi pourquoi les monts sous-marins de la chaîne volcanique sont âgés proportionnellement à la distance d'Hawaii. Ce concept a été appliqué à d'autres points chauds et par d'autres géologues.
Morgan reçoit plusieurs récompenses, entre autres la médaille Alfred Wegener de l'European Union of Geosciences (1983), le prix Maurice Ewing de l'American Geophysical Union (1987), la médaille Wollaston de la Geological Society of London (1994) et la National Medal of Science (2003).

## Principales publications
- « Rises, Trenches, Great Faults, and Crustal Blocks », dans Journal of Geophysical Research, vol. 73, 1968, p. 1959
- « Convection plumes in the lower mantle », dans Nature, vol. 230, 1971, p. 42-43, Abstract
- « Plate motions and deep mantle convection », dans Studies in earth and space sciences: A memoir in honor of Harry Hammond Hess, Geological Society of America Memoir, vol. 132, 1972, p. 7–22
- « Hotspot tracks and the opening of the Atlantic and Indian Oceans », dans The Sea, New York, Wiley, 1981